# Церковь Святого Семейства (Сингапур)
Церковь Святого Семейства  (англ. Church of the Holy Family, Katong Catholic Church) — католическая церковь, находящаяся в Сингапуре. Настоящая церковь является третьим храмом прихода Святого Семейства. Предыдущие две церкви Святого Семейства были снесены по причине малой вместительности и значительного увеличения в XX веке численности европейских католиков, проживающих в Сингапуре.

## История
Часовня прихода Святого Семейства была построена в 1902 году европейскими католиками, проживавшими в Сингапуре.
В 1922 году было начато строительство каменного храма. 11 ноября 1923 года состоялось освящение церкви Святого Семейства. В начале 30-х годов XX столетия европейская католическая община значительно возросла и возникла необходимость в строительстве храма большей вместительности. В 1931 году здание церкви Святого Семейства было снесено и было начато строительство новой церкви. Новый храм был построен в 1932 году. В 1969 году из-за увеличения численности верующих церковь вновь была перестроена. В апреле 1970 года завершилась реконструкция и капитальный ремонт храма.
В конце XX века численность прихода Святого Семейства снова увеличилась и епископ архиепархии Сингапура принял решение строить новый храм для католиков из Европы. 29 декабря 1997 года здание храма было снесено, чтобы освободить место для строительства нового храма. Строительство новой церкви было завершено в 1999 году.

## Архитектура
На нижнем этаже храма была обустроена автостоянка почти для двухсот автомобилей. Церковный зал новой церкви располагается на первом и втором этажах и вмещает около трёх тысяч человек. На четвёртом этаже новой церкви находится в настоящее время детский сад, учебные комнаты, большой зал, который используется в качестве столовой.